# Charles Archambault
Pour les articles homonymes, voir Archambault (homonymie).
Charles Archambault, né le 9 décembre 1779 à Pointe-aux-Trembles et mort le  6 mai 1871 à Saint-Louis-de-Gonzague, est un arpenteur et homme politique canadien.

## Biographie
Il est le fils de Pierre Archambault et de Josephte Deguire. Il sert comme capitaine dans le 2e bataillon de milice de Beauharnois durant la Guerre anglo-américaine de 1812. Il participe à la bataille de la Châteauguay où les troupes bas-canadiennes sortent victorieuses.
Il obtient une commission d'arpenteur le 26 juin 1816. Il exercera sa profession dans le comté de Beauharnois. Il devient député de Beauharnois lors des élections législatives bas-canadiennes de 1830. Il est nommé visiteur des écoles du comté en juin 1831. Il est réélu aux élections de 1834. Il participe à un seul vote durant la session de 1836 et ne siège pas en 1837. Il appuya généralement le Parti patriote et vota en faveur des 92 résolutions. Son mandat se termine avec la suspension de la constitution le 27 mars 1838.
Il avait deux fils, Charles et Louis.